# Borgarrådsberedningen

Diagram över Stockholms stads organisation 1965, efter borgarrådsberedningens införande som beslutande organ 1940.

Borgarrådsberedningen är sedan Stockholms författningsreform 1940 den verkställande ledningen under kommunstyrelsen i Stockholms stads kommunala förvaltning. Borgarrådsberedningen utgörs av samtliga borgarråd.
Borgarrådsberedningen existerade innan dess som ett informellt organ sedan Stockholms författningsreform 1920, då ämbeten som borgarråd infördes i Stockholm. Borgarråden satt från början i stadskollegiet (motsvarande den nuvarande kommunstyrelsen).